# Fallceon yaro
Fallceon yaro is een haft uit de familie Baetidae. De wetenschappelijke naam van de soort is voor het eerst geldig gepubliceerd in 1971 door Traver.
De soort komt voor in het Neotropisch gebied.